# Albert Neuhaus
Pour les articles homonymes, voir Neuhaus.
Albert Neuhaus est un homme politique allemand, né le 9 juillet 1873 à Glasgow (Écosse, Royaume-Uni) et mort le 29 avril 1948 à Wuppertal-Elberfeld (Rhénanie-du-Nord-Westphalie, zone d'occupation britannique en Allemagne).
Membre du Parti national du peuple allemand (le DNVP), il est ministre de l'Économie en 1925. 